# Bourg de Xinning
Le bourg de Xinning (chinois simplifié : 新宁镇 ; chinois traditionnel : 新寧鎮 ; pinyin : Xīnníng Zhèn ; Zhuang : Sinzningz Cin) est un district administratif de la région autonome Zhuang du Guangxi en Chine. Il est placé sous la juridiction de la Xian de Fusui.

## Démographie
La population du district était de 85 512 habitants en 2011.

## Subdivisions administratives
La bourg de Xinning exerce sa juridiction sur deux subdivisions - 5 communauté résidentielle et 8 villages.
Communauté résidentielle ：
- Chengxiang(城厢社区), Chengdong(城东社区), Chengxi(城西社区), Chengnan(城南社区),Xiufeng(秀峰社区)

Villages :
- Chonghe(充禾村),Changsha(长沙村),Nakuan(那宽村),Shuibian(水边村),Tangan(塘岸村),Shangdong(上洞村),Datang(大塘村),Quna(渠那村)